# Gradient elektrochemiczny
Gradient elektrochemiczny, siła protonomotoryczna, gradient protonowy, ΔμH+ – różnica stężeń wolnych protonów (ΔpH) i ich ładunków (ΔΨ) w poprzek błony biologicznej. Gradient elektrochemiczny wykorzystywany jest przez syntazę ATP w chloroplastach, mitochondriach oraz błonach komórek prokariotycznych do produkcji ATP. Przenoszenie protonów przez błonę biologiczną może następować w łańcuchu transportu elektronów.
W szerokim znaczeniu gradientem elektrochemicznym określa się różnicę potencjału elektrochemicznego dla cząsteczek naładowanych elektrycznie w poprzek błony biologicznej. Gradient ten składa się z potencjału elektrycznego oraz różnicy stężenia substancji po obu stronach błony i determinuje kierunek biernego transportu przez nią. 
Na cytoplazmatycznej powierzchni błony komórkowej występuje zazwyczaj ujemny potencjał względem otoczenia komórki, co oznacza tendencję do wprowadzania dodatnio naładowanych jonów i cząsteczek do komórki, a wyprowadzania ujemnie naładowanych. Jednocześnie cząsteczki te mają tendencję do przemieszczania się w dół gradientu stężenia.